# Clearwater (Carolina del Sur)
Clearwater es un lugar designado por el censo ubicado en el condado de Aiken, en el estado estadounidense de Carolina del Sur. Se encuentra cerca de North Augusta. Clearwater se encuentra en el histórico Valle Horsecreek. La localidad en el año 2000 tiene una población de 4.199 habitantes en una superficie de 11.1 km², con una densidad poblacional de 379.8 personas por km². 

## Geografía
Clearwater se encuentra ubicado en las coordenadas 33°30′20″N 81°54′27″O / 33.50556, -81.90750. Según la Oficina del Censo, el pueblo tiene un área total de 11,1 km² (4,3 mi²), de la cual 11,1 km² (4,3 mi²) es tierra y 0 km² (0 mi²) (0.0%) es agua.

## Demografía
En el 2000 la renta per cápita promedia del hogar era de $30.693, y el ingreso promedio para una familia era de $36.528. El ingreso per cápita para la localidad era de $14.902. En 2000 los hombres tenían un ingreso per cápita de $32.135 contra $21.020 para las mujeres. Alrededor del 2.20% de la población estaba bajo el umbral de pobreza nacional. 

### Localidades adyacentes
El siguiente diagrama muestra a las localidades en un radio de 12 kilómetros (7,5 mi) de Clearwater.